# Ivan Dragušin
Ivan Dragušin (bug. Иван Драгушин) bio je južnoslavenski plemić.
Ivanovi roditelji bili su Marina Smilec i Aldimir. Marinina sestra bila je srpska kraljica Teodora Smilec.
Ivan i njegova supruga imali su sina, koji je s Marinom prikazan u jednoj crkvi.
Poslije 1321., Ivan se preselio u Srpsko Kraljevstvo.